# Seijun Suzuki
Seijun Suzuki  (鈴木 清順?, Suzuki Seijun), pseudonimo di Seitarō Suzuki (鈴木 清太郎?, Suzuki Seitarō; Tokyo, 24 maggio 1923 – Tokyo, 13 febbraio 2017), è stato un regista giapponese.

## Biografia
Tra il 1956 e il 1967 realizzò circa 40 film (principalmente B-movie di genere yakuza) per la casa di produzione Nikkatsu. Durante questi anni il suo stile si fece sempre più surreale e "artistico", il che provocò le ire della casa di produzione, la quale arrivò a licenziare il regista in seguito alla realizzazione di La farfalla sul mirino (Koroshi no rakuin, 1967), che è diventato il suo film più famoso. Per 10 anni Suzuki poté lavorare solo per la televisione.
Ricominciò a dirigere film per il cinema con Storia di dolore e tristezza (Hishu monogatari, 1977). 
Negli anni successivi diresse la “trilogia dell'era Taishô”, composta da Tsuigoineruwaizen, (1980), Il teatro delle illusioni (Kagerô-za, 1981) e Yumeji (1991). 
Insieme a Shigetsugu Yoshida diresse Lupin III - La leggenda dell'oro di Babilonia (Rupan Sansei - Babiron no Oogon Densetsu, 1985), il terzo lungometraggio d'animazione della serie di Lupin III. 
I suoi ultimi due film, Pistol Opera (Pisutoru opera, 2001) e Princess Raccoon (Operetta Tanuki Goten, 2005) furono entrambi presentati alla mostra del cinema di Venezia.

## Filmografia
- Il brindisi del porto - La vittoria a portata di mano (Minato no kanpai: Shôri o waga te ni) (1956)
- Emozione pura del mare (Umi no junjô) (1956)
- La città di Satana (Akuma no machi) (1956)
- Ukigusa no yado (1957)
- Otto ore di terrore (８時間の恐怖,Hachijikan no kyôfu) (1957)
- La donna e la pistola (Rajo to kenjû) (1957)
- Ankokugai no bijo (1958)
- Fumihazushita haru (1958)
- Aoi chibusa (1958)
- Kagenaki koe (1958)
- Rabu retâ (1959) - cortometraggio
- Ankoku no ryoken (1959)
- Suppadaka no nenrei (1959)
- Humihazushita haru: Aoi chibusa II (1959)
- Assalto al blindato ('Jûsangô taihisen' yori: Sono gosôsha o nerae) (1960)
- Kemono no nemuri (1960)
- Mikkô zero rain (1960)
- Subete ga kurutteru (1960)
- Kutabare gurentai (1960)
- Tokyo naito (1961)
- Muteppo-daisho (1961)
- Sandanju no otoko (1961)
- Tôge o wataru wakai kaze (1961)
- Kaikyô, chi ni somete (1961)
- Hyakuman-doru o tatakidase (1961)
- Hai tiin yakuza (1962)
- Ore ni kaketa yatsura (1962)
- Ufficio investigativo 23 - Crepate bastardi! (Kutabare akutô-domo - Tantei jimusho 23) (1963)
- La giovinezza di una belva umana (Yajû no seishun) (1963)
- Bastardo (Akutarô) (1963)
- Kantô mushuku (1963)
- I fiori e le onde furiose (Hana to dotô) (1964)
- Barriera di carne - La porta del corpo (Nikutai no mon) (1964)
- Oretachi no chi ga yurusanai (1964)
- Shunpu den (1965)
- Akutarô-den: Warui hoshi no shita demo (1965)
- Una generazione di tatuati (Irezumi ichidai) (1965)
- Carmen di Kawachi (Kawachi Karumen) (1966)
- Tokyo Drifter (Tôkyô nagaremono) (1966)
- Elegia della lotta (Kenka erejî) (1966)
- La farfalla sul mirino (Koroshi no rakuin) (1967)
- Otoko no naka ni wa tori ga iru (1969)
- Storia di dolore e tristezza (Hishu monogatari) (1977)
- Ana no kiba (1979)
- Tsigoineruwaizen (1980)
- Il teatro delle illusioni (Kagerô-za) (1981)
- Kapone oi ni naku (1985)
- Lupin III - La leggenda dell'oro di Babilonia (Rupan sansei: Babiron no Ôgon densetsu) (1985)
- Yumeji (1991)
- Kekkon, co-regia di Jôji Nagao e Hideo Onchi (1993) (segmento "Jinnai-Harada Family Chapter")
- Pistol Opera (Pisutoru opera) (2001)
- Operetta tanuki goten (2005)